# ミャンマーの殉国者の日
ミャンマーの殉国者の日（ビルマ語: အာဇာနည်နေ့, 英語: Martyrs’ Day）は、1947年7月19日にアウンサン将軍および閣僚8名がヤンゴンの旧ビルマ政庁（Secretariat）で暗殺された事件を追悼するために行われる、ミャンマーの国民的記念日である。

## 歴史
1947年7月19日午前10時37分、ヤンゴンの旧ビルマ政庁での閣議中に、アウンサン将軍と8名の閣僚が武装集団により暗殺された。この事件は独立直前の重要な時期に発生し、今日でもミャンマー国民の記憶に深く刻まれている。

### 暗殺された9名
1. アウンサン – 政府副議長
2. バ・チョー（Ba Cho） – 情報大臣
3. マン・バ・カイン（Mahn Ba Khaing） – 工業・労働大臣
4. タキン・ミャ（Thakin Mya） – 無任所大臣
5. アブドゥル・ラザク（Abdul Razak） – 教育・国家計画大臣
6. サオ・サン・トゥン（Sao San Tun） – 山岳地方大臣
7. オン・マウン（Ohn Maung） – 運輸省書記官
8. バ・ウィン（Ba Win） – 商務大臣、アウンサン将軍の兄
9. コー・トゥエ（Ko Htwe） – 護衛官

## 追悼行事
ヤンゴンのアウンサン廟では毎年7月19日に国家的な献花式が行われ、2025年にはミャンマー国軍の最高指導者ミン・アウン・フライン陸軍総司令官が初めて出席した。他の高官や軍幹部も参列し、国旗は半旗に掲げられた。
午前10時37分にはヤンゴンをはじめ全国でクラクションやサイレンが鳴らされ、1分にわたる黙祷が捧げられる。
学校や公共機関では追悼授業や展示等が行われ、テレビ・ラジオでは特別番組が放送される。

## 意義
この日は、単に犠牲を悼むだけでなく、ミャンマーの独立・民主・民族統一という理念を国民が再確認する重要な機会である。アウンサン将軍は「建国の父」として尊敬され、その精神は今も社会に影響を及ぼしている。